# Vendaval (película)
Vendaval es una película española de drama histórico estrenada en 1949, dirigida por Juan de Orduña y protagonizada en los papeles principales por Juanita Reina, Virgílio Teixeira y Miriam di San Servolo. Fue rodada en los Estudios CEA de Madrid.

## Sinopsis
La tonadillera Soledad Montero trata de ayudar a la reina Isabel II frente a la Sublevación del cuartel de San Gil con el objeto de derrocarla y poner fin a la monarquía borbónica.

## Reparto
- Juanita Reina ... Soledad Montero
- Virgílio Teixeira ... Capitán Mir
- Miriam di San Servolo ... Isabel II
- Lina Yegros ... Condesa de Medina
- Jesús Tordesillas ... Don Juan Fernández
- Eduardo Fajardo ... Coronel Puig Moltó
- José Bódalo ... Pedro Montero
- Rafael Bardem
- Francisco Pierrá